# Triệu Thắng (thủ lĩnh khởi nghĩa)
Triệu Thắng (giản thể: 赵胜; phồn thể: 趙勝; bính âm: Zhào Shèng, ? – 1631), còn có tên là Triệu Tứ Nhi  hay Mạnh Trường Canh , xước hiệu là Điểm đăng tử hay Nhị đội, người Thanh Giản, Thiểm Tây, thủ lĩnh khởi nghĩa nông dân cuối đời Minh.

## Quá trình hoạt động

### Khởi sự
Ông vốn là thư sinh, ở nhờ chùa Thạch Du, ngày đêm đọc sách. Có người đồn bậy là Triệu Thắng ở chùa vắng đốt đèn trong đêm, chính là giống như Hoàng Sào làm binh thư mưu phản. Quan viên địa phương dựa vào lời đồn mà lùng bắt, ông chẳng có cách gì tự minh oan, cũng không cam tâm chịu vào ngục, bèn ở chùa Hoa Nha, ngòi Giải Gia tập hợp dân chúng khởi nghĩa, đó là năm Sùng Trinh đầu tiên (1628).
Nghĩa quân ít có 5 – 6000, nhiều đến vạn người, hoặc đông vào Sơn Tây, hoặc tây lại Thiểm Tây, hoạt động ở khu vực hai bên bờ Hoàng Hà thuộc hai tỉnh trên. Năm thứ 3 (1630), cùng bọn Lý Lão Sài chuyển sang chiến đấu ở Duyên An, Tây An cùng khoảng giữa Tần - Tấn. Tháng 5, cùng "Thượng thiên hầu" Lưu Cửu Tư đánh hạ Kim Tỏa quan , chém Đô tư Vương Liêm.

### Kết cục
Tháng 3 năm thứ 4 (1631), cùng nghĩa quân của bọn "Chỉnh tề vương" Trương Bàn Tử, "Bất triêm nê" Trương Tồn Mạnh khống chế các nơi Nghi Xuyên, Lạc Thủy, Nghi Quân và Trung Bộ.
Tháng 5, Triệu Thắng đưa hơn vạn người tiến đánh Hàn Thành, Hợp Dương, và Linh Châu . Cùng Tham tướng Trương Toàn Xương giao chiến 3 ngày, tổn thất 300 quân. Chuyến đến Phú Châu, bị quan quân giết mất 600 người, thua chạy về Thanh Giản, một dạo đầu hàng triều đình. Về sau chạy đi Nghi Xuyên, Lạc Châu, dựng lại cờ nghĩa.
Tháng 6, Vương Gia Dận bị hại, ông tham gia liên quân của minh chủ mới là "Tử kim lương" Vương Tự Dụng.
Tháng 7, nghĩa quân bị bức phải vượt Hoàng Hà chạy vào Sơn Tây. Hồng Thừa Trù soái Tào Văn Chiếu, Ngải Vạn Niên vượt sông đuổi theo, cùng nghĩa quân mấy lần giao chiến. Triệu Thắng cùng Lý Tự Thành liên kết phá Thấp Châu , huyện Bồ , hội quân ở Thấm Thủy. Sau đó vì ít không địch nổi nhiều, ông lui về đóng đồn ở Thạch Lâu. Tuy Đức tri châu Chu Sĩ Kỳ, binh bị Tôn Thủ Pháp phục binh Hà Tây, lấy tên nghĩa quân đầu hàng là Hạ Tư Hiền làm hướng đạo, vượt Hoàng Hà giáp công.
Đêm 18 tháng 9 (13 tháng 10 Dương lịch), nghĩa quân bất ngờ bị tập kích ở núi Khang Gia, Triệu Thắng cởi trần cầm đao, thảng thốt ra đánh, bị Hạ Tư Hiền giết hại.